# École nationale de théâtre du Danemark
L'École nationale danoise des arts du spectacle (en danois : Den Danske Scenekunstskole) (DDSKS) est une école d'interprétation et de performance située à Copenhague, au Danemark. 
En janvier 2015, toutes les écoles de performance parrainées par le gouvernement danois ont été unifiées au sein d'une même institution. 
Les anciennes institutions étaient l'Aarhus Teater School, l'Odense Teater School, l'Aarhus Theatre Playwright School, l'Académie musicale danoise à Fredericia, l'Odsherred Theatre School et l'École nationale des arts de la scène.

## Étudiants notables
- Pilou Asbæk
- Claes Bang
- Kim Bodnia
- Lars Bom (en)
- Nicolas Bro
- Nikolaj Coster-Waldau
- Trine Dyrholm
- Mikkel Følsgaard
- Peter Gantzler
- Marie Bach Hansen
- Anne Louise Hassing
- Lars Mikkelsen
- David Owe
- Birthe Neumann
- Patricia Schumann
- Charlotte Sieling
- Birgitte Hjort Sørensen
- Morten Suurballe
- Ulrich Thomsen
- Esben Smed
- Nina Bendixen